# Milan Piroćanac
Milan Piroćanac (in serbo Милан Пироћанац; 7 gennaio 1837 – 1º marzo 1897) è stato un politico serbo, leader e fondatore del partito progressista e primo ministro del Regno di Serbia dal 19 ottobre 1880 al 21 settembre 1883.

## Biografia
Dopo aver studiato giurisprudenza a Parigi, nel 1860 Piroćanac viene nominato Ministro degli Esteri del governo guidato da Ilija Garašanin, carica che ricoprirà anche in seguito (da 25 novembre 1874 al 22 gennaio 1875) durante il governo di Jovan Marinović
Nel 1880 fonda il partito progressista.
Nel 1880 viene chiamato dal principe Milan Obrenović a formare un governo. Nei tre anni al potere Piroćanac promuove una serie di iniziative tra cui la firma di accordo commerciale con l'Impero austro-ungarico, la costruzione di una ferrovia (tra Belgrado e Niš e tra Niš e Pirot) per collegare la Serbia con l'Europa centrale e l'Impero ottomano.
Inoltre Piroćanac promosse, assieme al suo Ministro dell'Istruzione Stojan Novaković una modernizzazione della scuola pubblica rendendo obbligatoria l'istruzione elementare.
Nel 1881, il principe Milan ed il Ministro degli Esteri Čedomilj Mijatović, contro il papere di Piroćanac, formalizzarono le relazioni con Vienna attraverso una convenzione segreta (Tajna Konvencija) che poneva la politica estera serba sotto la tutela austriaca.
Scontento per l'operato di Mijatović, Piroćanac assunse l'interim del Ministero degli Esteri lasciando Mijatović alla guida del Ministero delle Finanze.
A seguito della bancarotta della banca francese Union Générale la Serbia, che aveva bisogno di prestiti per la costruzione di linee ferroviarie, si trovò in forti difficoltà finanziarie e Piroćanac si rivolse all'Impero austro-ungarico per ottenere un sostegno economico.
Nel settembre 1883 Piroćanac, sconfitto alle elezioni, si dimette rimanendo leader del partito progressista fino al 1886.